# 21858 Gosal
21858 Gosal è un asteroide della fascia principale. Scoperto nel 1999, presenta un'orbita caratterizzata da un semiasse maggiore pari a 2,9346337 UA e da un'eccentricità di 0,0658909, inclinata di 3,12858° rispetto all'eclittica.
È stato scoperto il 17 ottobre 1999 da LINEAR.